# Keda, Chongqing
Keda (kinesiska: 可大) är en socken i sydvästra Kina. Den ligger i häradet Youyang i storstadsområdet Chongqing,  omkring 260 kilometer öster om det centrala stadsdistriktet Yuzhong. Antalet invånare är 10206. Befolkningen består av 5 075 kvinnor och 5 131 män. Barn under 15 år utgör 31 %, vuxna 15-64 år 56 %, och äldre över 65 år 11,0 %.